# Міжнародна медаль К'ю
Міжнародна медаль К'ю — нагорода, яка вручається особам, які зробили значний внесок у науку та охорону природи. Нагорода була вперше заснована в 1992 році Радою опікунів Королівського ботанічного саду Кью.

## Лавреати
Попередні переможці включають:
- 2022: Елізабет Марума Мрема[1]
- 2021: Партха Дасгупта[2]
- 2020: Сандра Діас[3]
- 2018: Мері Робінсон[3][4]
- 2017: Хуан Мануель Сантос[5][6][7]
- 2016: Себсебе Деміссью[8][9][10]
- 2015: Кіат Ві Тан[8]
- 2014: Едвард Осборн Вілсон[8]
- 2012: Джаред Даймонд[11]
- 2009: Пітер Рейвен[8]
- 2003: Мері Грірсон[8]
- 2000: Маргарет Стоунз[8]
- 1999: Стелла Росс-Крейг[8]
- 1996: Девід Аттенборо[8]
- 1994: Роберт Сейнсбері та леді Ліза Сейнсбері

## Критерії нагородження та номінації
Переможець ратифікується Виконавчою радою та Радою опікунів. Номінації надходять від усієї організації, а комісія, що складається з опікунів Kew та членів виконавчої ради, визначає переможця. Критерії, за якими панель порівнює:
- Побудова світу, де рослини та гриби розуміють, цінують і зберігають, оскільки від них залежить наше життя;
- Надання знань, натхнення та розуміння того, чому рослини та гриби важливі для кожного;
- Допомога у вирішенні деяких критичних проблем, з якими стикається людство, зокрема (але не обмежуючись цим): втрата біорізноманіття, зміна клімату, продовольча безпека, патогени рослин, боротьба з хворобами;
- Підвищення обізнаності громадськості про загрозу різноманітності рослин і грибів.[3]